# دوقية بوهيميا
دوقية بوهيميا، كما يشار إليها لاحقًا باللغة الإنجليزية باسم الدوقية التشيكية،   ( (بالتشيكية: České knížectví)‏ ) كان النظام الملكي وإمارة الإمبراطورية الرومانية المقدسة في وسط أوروبا خلال المبكر والعصور الوسطى العليا. تم تشكيلها حوالي عام 870 من قبل التشيك كجزء من مورافيا العظمى.

## التاريخ

### مورافيا العظمى

مورافيا العظln تحت حكم سفاتوبلوك الأول (871-894)

بينما تفكك الفرنجة في منتصف القرن التاسع، سقطت بوهيميا تحت تأثير دولة مورافيا العظمى التي تأسست حوالي عام 830.

## اقتصاد
بدأ تعدين القصدير والفضة في جبال خام في أوائل القرن الثاني عشر.

## مملكة بوهيميا

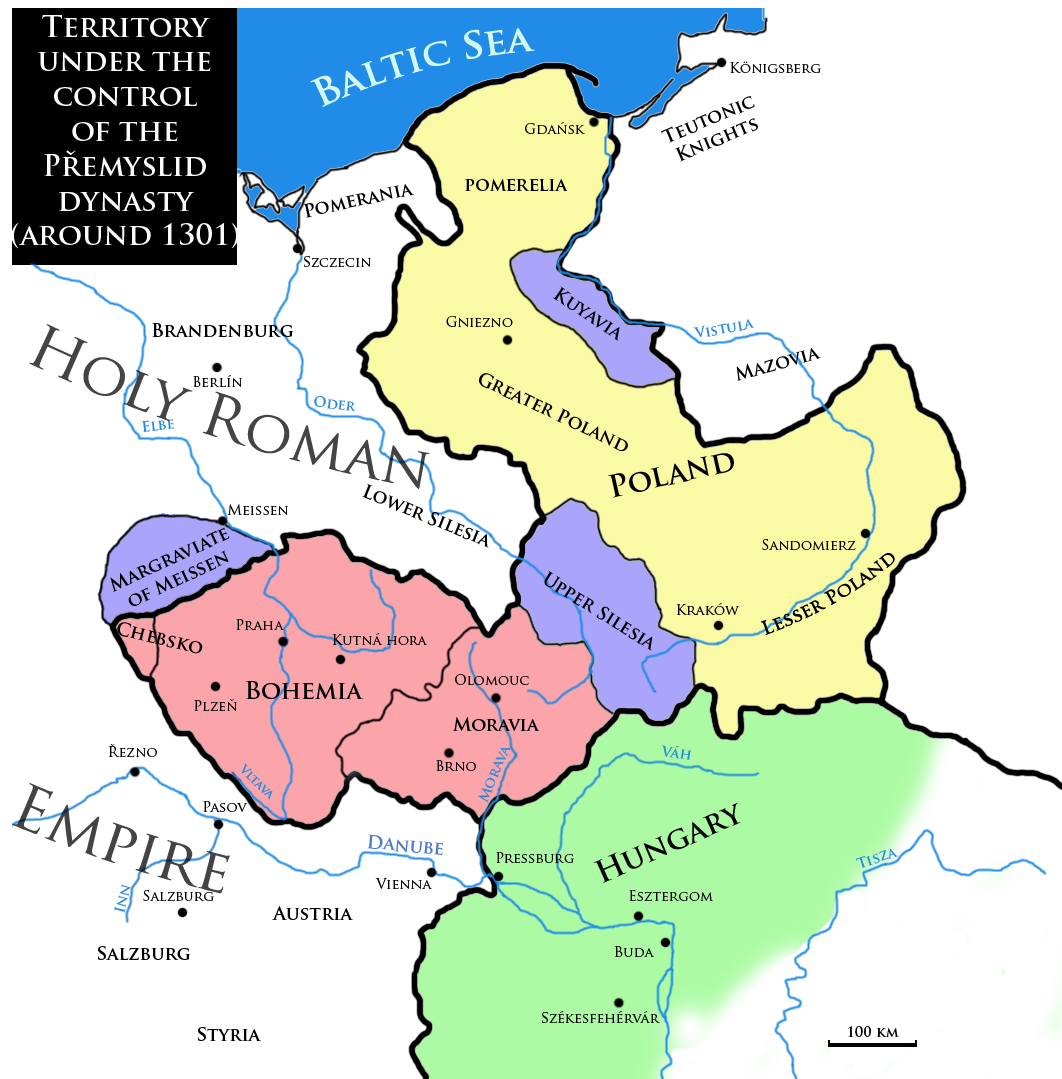
الأرض تحت سيطرة سلالة Přemyslid حوالي 1301

أثناء الحرب الأهلية الألمانية بين ملك هوهنشتاوفن فيليب من سوابيا ومنافسه في وولف أوتو الرابع، قرر دوق أوتوكار الأول دعم فيليب، الذي حصل عليه بتتويج ملكي في عام 1198، وهذه المرة كان اللقب وراثيًا. في عام 1200، ومع ذلك، تخلى Ottokar عن اتفاقه مع فيليب وأعلن عن فصيل Welf. قبل كل من أوتو والبابا إنوسنت الثالث أوتوكار كملك وراثي لبوهيميا. الإمارة البوهيمية ولدت من جديد في المملكة البوهيمية.